# Kolonia Hołowienki
Kolonia Hołowienki – kolonia w Polsce położona w województwie mazowieckim, w powiecie sokołowskim, w gminie Sabnie. Ma status sołectwa.
W latach 1975–1998 miejscowość administracyjnie należała do województwa siedleckiego.
Mieszkańcy wyznania rzymskokatolickiego należą do parafii Najświętszego Zbawiciela w Zembrowie.